# Pallenopsis boehmi
Pallenopsis boehmi is een zeespin uit de familie Pallenopsidae. De soort behoort tot het geslacht Pallenopsis. Pallenopsis boehmi werd in 1930 voor het eerst wetenschappelijk beschreven door Schimkewitsch. 